# 1505 en science
| Années de la science : 1502 - 1503 - 1504 - 1505 - 1506 - 1507 - 1508    |
| Décennies de la science : 1470 - 1480 - 1490 - 1500 - 1510 - 1520 - 1530 |

Cet article présente les faits marquants de l'année 1505 en science.

## Événements

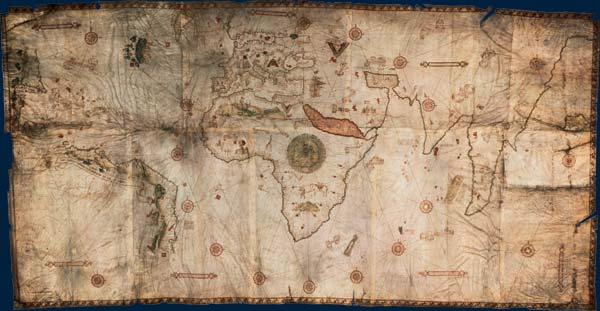
Planisphère de Caverio

- Le mathématicien italien Scipione del Ferro invente une formule pour la résolution de l'équation du troisième degré[1].
- Léonard de Vinci étudie le vol des oiseaux et rédige le codex de Turin[2].
- Vers 1504-1505 : réalisation du planisphère de Caverio[3].

## Naissances
- Giovan Battista Bellaso, cryptographe italien.
- Nikolaus Federmann (mort en 1542), explorateur et chroniqueur allemand qui participa à la conquête espagnole des territoires des actuels Venezuela et Colombie.
- Vers 1505 : Thierry de Héry (mort en 1585 ou 1599), médecin français.

## Décès
- 17 octobre : Al-Suyūtī, encyclopédiste persan, en Égypte ; il aurait écrit trois cents ouvrages[4].